# 디르크 볼렌호븐

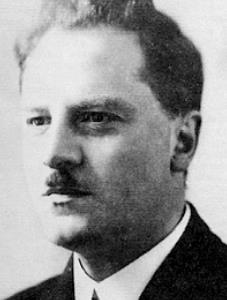

디르크 볼렌호븐(Dirk Hendrik Theodoor Vollenhoven, 1892년 11월 1 일 - 1978년 6월 6일)는 네덜란드의 철학자이다. 헤르만 도예베르트와 함께 법이념 철학사상(Philosophy of the Cosmonomic Idea)을 창시하였다.

## 생애와 초기작품
볼렌호븐은 암스테르담에서 태어났다. 그의 아버지는 디르크 헨드릭 볼렌호븐이고 그의 어머니는 카다리나 푸이지스였다. 그의 아버지는 암스테담에서 통신사에서 일하였다. 그는 수학, 자연 과학, 생물학 인식론, 신학 등 많은 분야에 관여하였다. 도예베르트와 함께 1923년 경에 개혁철학(칼빈주의 철학)을 발전시켰다. 1918년 그는 헤르미나 마리아 (Hermina Maria Dooyeweerd, 1892-1973)와 결혼하여 두 딸과 세 아들들을 두었다.

## 그의 개혁주의 철학

### 아브라함 카이퍼의 영향
아브라함 카이퍼의 영향으로 칼빈주의적 개혁주의자가 된 볼렌호븐은 예수 그리스도와 그의 복음이 개인적인 삶과 사회적인 생활, 학문적인 영역 모두에 영향을 강조하였다. 그는 먼저 카이퍼가 제시한 기독교 세계관이 차치하는 역사적 위치와 학문적 가치를 검토하고 재발견하는 일이 중요하다고 생각했다. 그는 개혁주의가 다양한 형태로 존재할 수 있는 생활체계와 문화의 영역까지도 인간과의 관계에 기초하여 성경적 비전을 제시할 수 있다고 확신했기 때문이다. 이 일에 도움을 얻을 만한 기회도 있었다.

### 암스테르담 자유 대학교
암스테르담 자유 대학교에서 헤르만 바빙크(Herman Bavinck), 빌헬름 헤이싱크(W. Geesink), 얀 볼텨(J. Woltjer) 교수와의 만남이다. 이를 통한 고전 언어로부터 유신론적 실재론에 이르는 학문적 수양은 탄탄한 기반이 되어주었다. 볼렌호벤은 이들의 전통을 더욱 발전시켜 하나님의 주권을 개인적인 삶과 사회 문화 영역뿐만 아니라 학문 영역에도 인정해야 함을 강조했다. 즉 모든 영역에서 하나님의 주권이 선포되길 원하였고 따라서 철학에서도 성경 중심적 철학을 추구했던 것이다.

### 법이념 철학사상(Philosophy of the cosmonomic Idea)
볼렌호벤은 주저『칼빈주의와 철학의 개혁』(Het calvinisme en de reformatie van de wijsbegeerte)에서 자신의 의지를 분명히 한다. 철학의 개혁이란 플라톤과 아리스토텔레스에 기초한 중세철학을 배격하는 것이라고 주장한다. 또한 인간이 주체가 되어 세계를 객체화시켜 보려고 한 데카르트적 입장에 서있는 현대 철학도 거부한다. 그는 서양철학의 전통적 흐름과도 구별되며 현대철학의 주류를 태동시킨 뿌리와도 차원을 달리한다. 그는 우주를 창조하시고 다스리시는 하나님으로부터 출발한다. 하나님의 법은 실재하며 우주 전체에 유효할 뿐 아니라 인간과 우주는 그의 법에 종속된다고 보았던 것이다.

## 볼렌호벤의 제자 시어벨트
시어벨트는 자신의 박사논문 지도교수였던 볼렌호벤의 성경적 열정을 이어갔다. 시어벨트 역시 전통적인 플라톤주의 미학에 대한 체계적인 비판을 시도했다. 그는 서구 미학의 주류를 형성한 그리스의 고전주의 미학의 한계를 제시한 것이다. 즉 플라톤주의 미학이 과거에는 예술에 관한 포괄적인 해석의 척도로 필연적이었으나 현재와 미래에는 필연적이지 않다는 사실을 확인해 주었다. 역사적으로나 문화적으로나 여러 민족들은 자신들만의 독특한 미학적 견해를 소유할 수밖에 없다. 그러므로 고전주의 미학이 제시하는 아름다움의 개념으로는 설명하기 어려운 부분들이 남아있다는 것이다.
결국 시어벨트는 플라톤주의 미학에 대한 성찰을 통하여 그것이 기독교세계관을 온전히 반영하기보다는 단순한 철학적 논의의 산물이라는 사실을 증명하였다. 구체적으로 그는 플라톤주의의 미학이 예술의 수용자이며 동시에 창작의 주체이기도 한 인간의 ‘죄의 현실성’을 간과했다는 사실을 예술의 영역에서 활동하는 인간의 모습과 본질을 논의하는 과정에서 규명하였다. 시어벨트는 볼렌호벤의 견해에 따라 기독교 전통 안에 있는 것들만이 아니라 세계 안에서 사람들이 이제까지 믿어온 것 모두를 진지하게 분석하고 세심하게 조사하는 일을 게을리 하지 않는 진지한 제자였다.